# Daria Bertolani Marchetti
Daria Bertolani Marchetti (Modena, 24 gennaio 1919 – Formigine (Modena), 17 maggio 1994) è stata una botanica italiana.

## Biografia
Daria Marchetti nacque a Modena il 24 gennaio 1919 e qui conseguì la laurea in scienze naturali a pieni voti, solo ventunenne, nel 1940. Nel 1941 sposò il compagno di studi e poi collega Mario Bertolani, utilizzandone sempre il cognome. Insieme a lui partecipò alla Resistenza, svolgendo il ruolo di staffetta partigiana nella Brigata Italia e per questo fu decorata con la croce al merito di guerra.
Durante la ricostruzione post-bellica collaborò a varie attività assistenziali del Comune di Formigine, per il quale venne eletta consigliere comunale nel 1961, all'interno della lista della Democrazia Cristiana.
Nel 1951 iniziò la carriera accademica, ottenendo risultati prestigiosi in varie università e affermandosi particolarmente nella palinologia.
Fu membro di varie accademie italiane e straniere, tra le quali - dal 1982 - l'Accademia nazionale di scienze lettere ed arti di Modena.
Si spense a Formigine (Modena) nel 1994. L'anno successivo il Comune di Formigine le dedicò una lapide commemorativa nel Parco della Resistenza, sul fronte nord di Villa Gandini Aggazzotti, e le intitolò la Biblioteca Comunale, alla quale ella aveva lasciato un fondo librario di argomento gastronomico. D. Bertolani Marchetti aveva anche sistemato una porzione del parco della Villa "a boschetti" secondo l'uso paesistico del giardino all'inglese.

### L'attività didattica

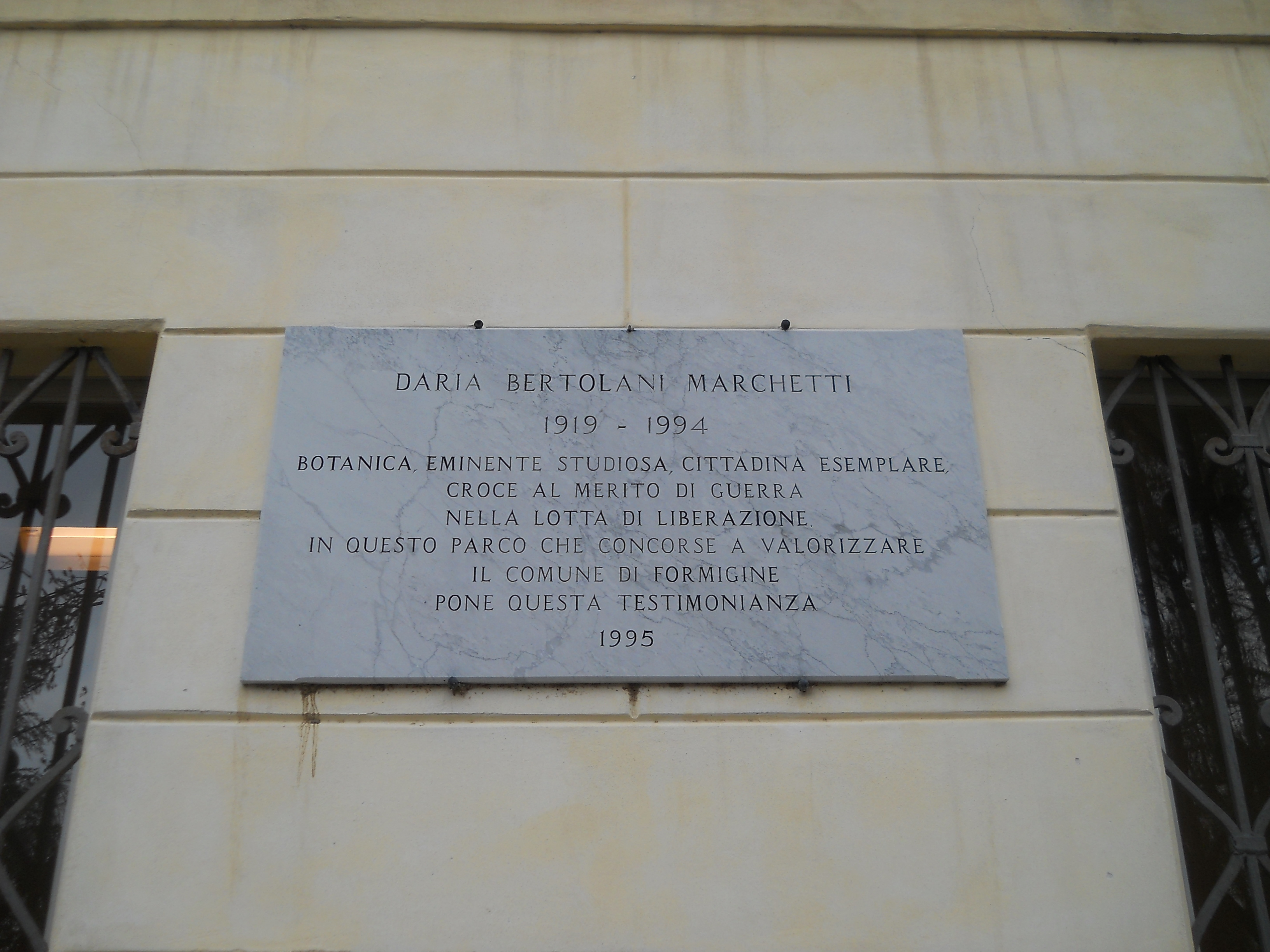
Lapide presente sulla facciata di Villa Gandini a Formigine in cui viene ricordata Daria Bertolani Marchetti

Per un decennio insegnò nella scuola prima media e poi superiore, senza abbandonare la ricerca scientifica. Nel 1951 conseguì l'idoneità nel concorso di assistente alla cattedra di Botanica all'università di Parma. Nel 1956 conseguì la libera docenza in Geobotanica, confermata nel 1959. Tenne lezioni di vari corsi di ambito botanico negli atenei di Parma, Firenze, Pisa.
Nel 1971 vinse il concorso alla cattedra di botanica di Bologna e dopo il triennio fu promossa a ordinaria. Nel 1981 fu infine chiamata a Modena, dove diresse anche l'Istituto ed Orto Botanico.

### L'attività scientifica
Nel 1947 iniziò lo studio del popolamento vegetale degli ambienti salsi padani per il Centro Studi per la Flora e la Vegetazione Italiana del CNR. Negli anni cinquanta studiò piante e vegetazione della Valsesia e nel medesimo periodo iniziò gli studi palinologici, che caratterizzarono la sua carriera. Negli anni settanta inizia a firmare le pubblicazioni insieme ad allievi, segno del gruppo di ricerca che si andava costituendo presso l'Università di Bologna attorno alla palinologia e che poi la docente continuò presso l'Università di Modena. I suoi studi di questo argomento esaminano ambienti di varie regioni italiane, e anche di Germania, Polonia, Francia. Collaborò e guidò vari gruppi di lavoro o unità di ricerca palinologica. Spiccano anche per originalità i suoi contributi sui periodi Messiniano e Plio-Pleistocenico. La grande curiosità scientifica di D. Bertolani Marchetti la spinse comunque a cercare applicazioni della palinologia in archeologia, climatologia, geologia, speleologia, medicina legale, criminologia e persino sindonologia.

### Il gruppo e i corsi di palinologia
Su sua iniziativa si costituì nel 1967 il Gruppo di Lavoro per la Palinologia della Società Botanica Italiana, curandone anche l'affiliazione all'International Council of Palinology e rimanendone coordinatrice fino alla morte. Con questo gruppo organizzò a Modena i Corsi Nazionali di Palinologia con frequenza annuale o biennale, chiamando a collaborarvi numerosi palinologi italiani.

### L'Istituto ed Orto Botanico di Modena e l'Erbario Modenese
Dal 1981 e per i suoi ultimi tredici anni diresse l'Istituto, dedicando particolare attenzione all'orto botanico e all'erbario, che riprogettò e riorganizzò. L'Orto Botanico Modenese, istituito dal duca di Modena Francesco III d'Este, venne da lei inteso quale strumento di comunicazione permanente tra la ricerca universitaria e la cittadinanza. Pertanto ne attivò e potenziò sia le attività di ricerca, sia quelle museali, storiche ed espositive.

## Opere
L'elenco delle sue duecentoquindici pubblicazioni compare nel volume di atti relativo al convegno a lei dedicato nel 1998, che riporta anche una valutazione complessiva di esse.

## Curiosità
Daria Bertolani Marchetti negli anni ottanta e novanta applicò i suoi studi sui pollini al dibattito per la datazione della sacra Sindone.